# Łukawica Niżna
Łukawica Niżna (ukr. Нижня Лукавиця) – wieś na Ukrainie, w rejonie stryjskim obwodu lwowskiego.
Wieś liczy 354 mieszkańców.
Za II Rzeczypospolitej do 1934 samodzielna gmina jednostkowa. Następnie należała do zbiorowej wiejskiej gminy Bratkowce w powiecie stryjskim w woj. stanisławowskiem. Po wojnie wieś weszła w struktury administracyjne Związku Radzieckiego.